# Turégano
Turégano est une commune de la province de Ségovie dans la communauté autonome de Castille-et-León en Espagne.

## Sites et patrimoine
- Plaza de Los Cien Postes
- Casa Miñano
- Château de Turégano (es)
- Humilladero
- Église San Miguel
- Église Santiago
- Musée de Los Ángeles d'Art Contemporain
- Musée forestier
- Palais épiscopal
- Plazas Nuevas

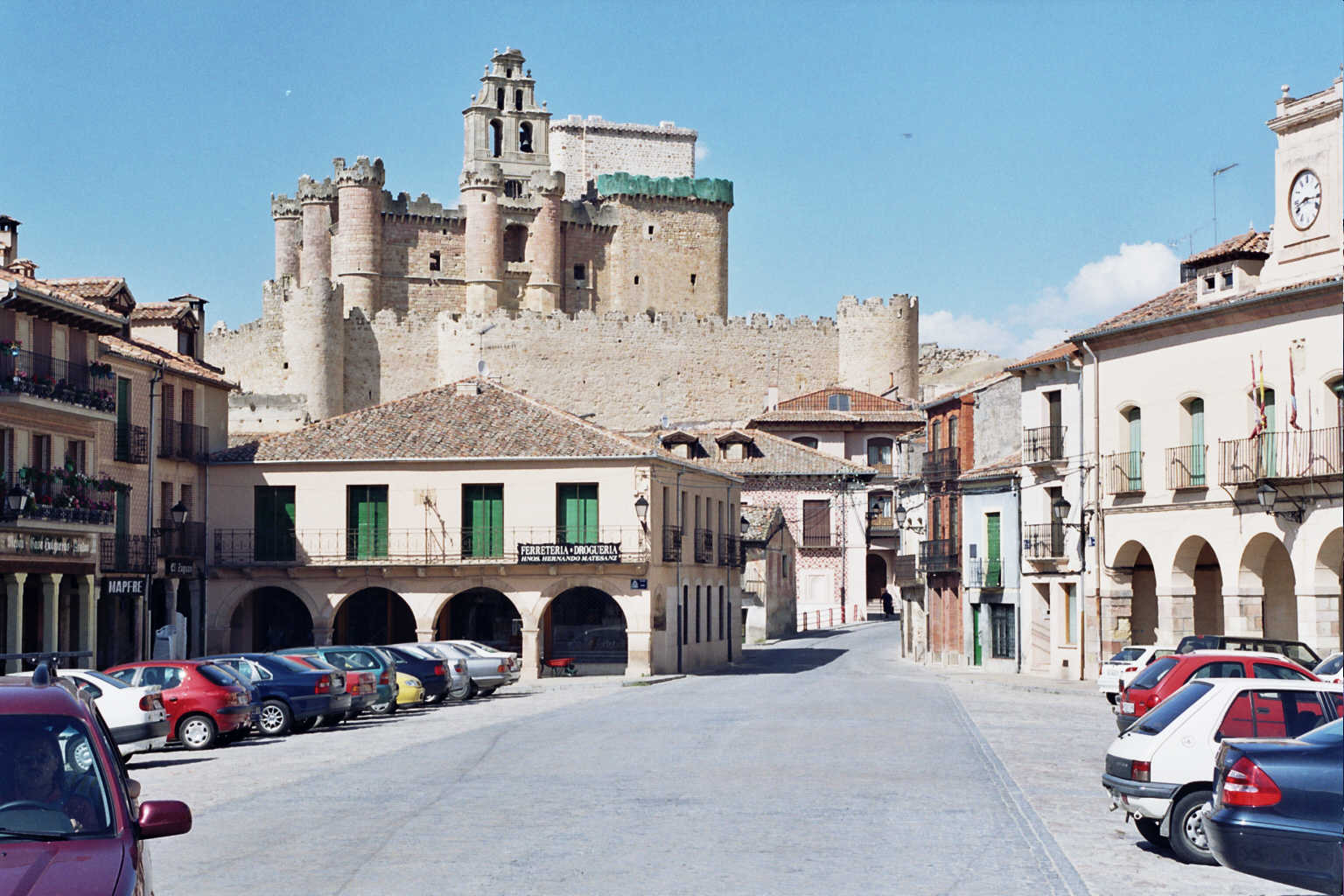
Plaza mayor et château.
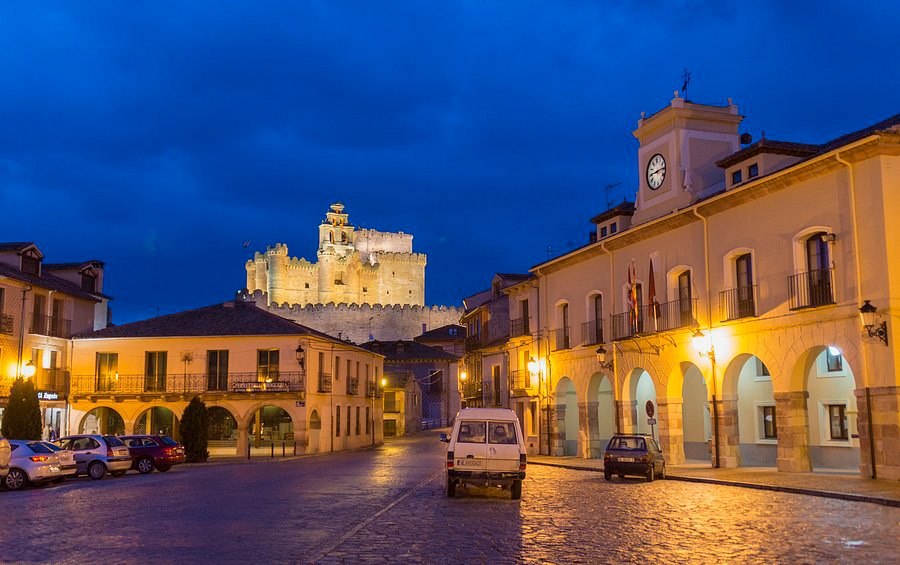
Même vue la nuit.
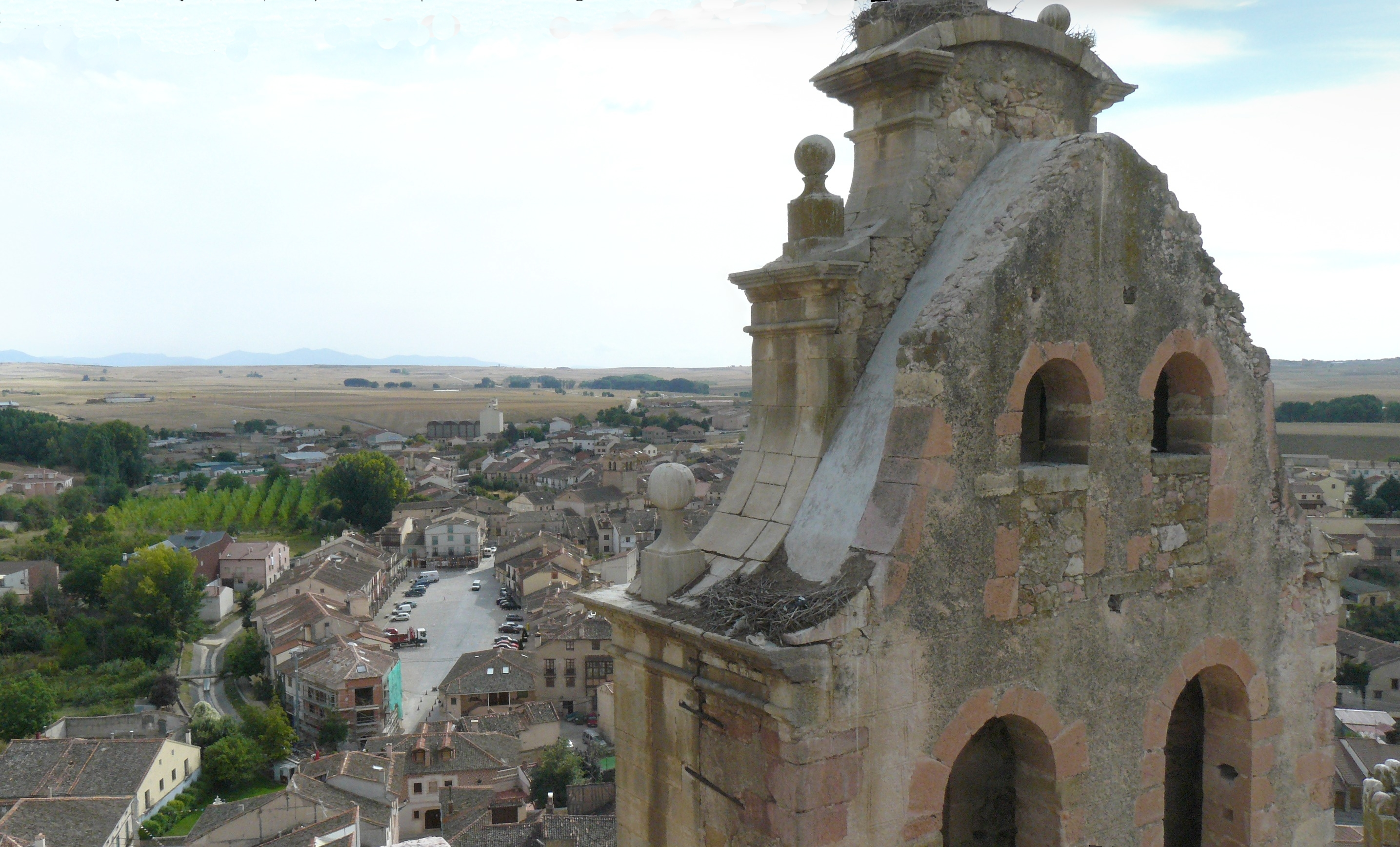
La plaza mayor vue depuis le château.
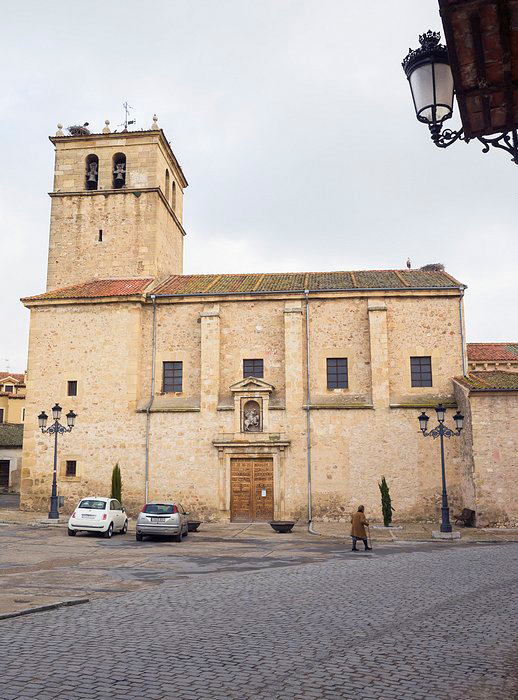
Église Santiago.

Le château de Turégano
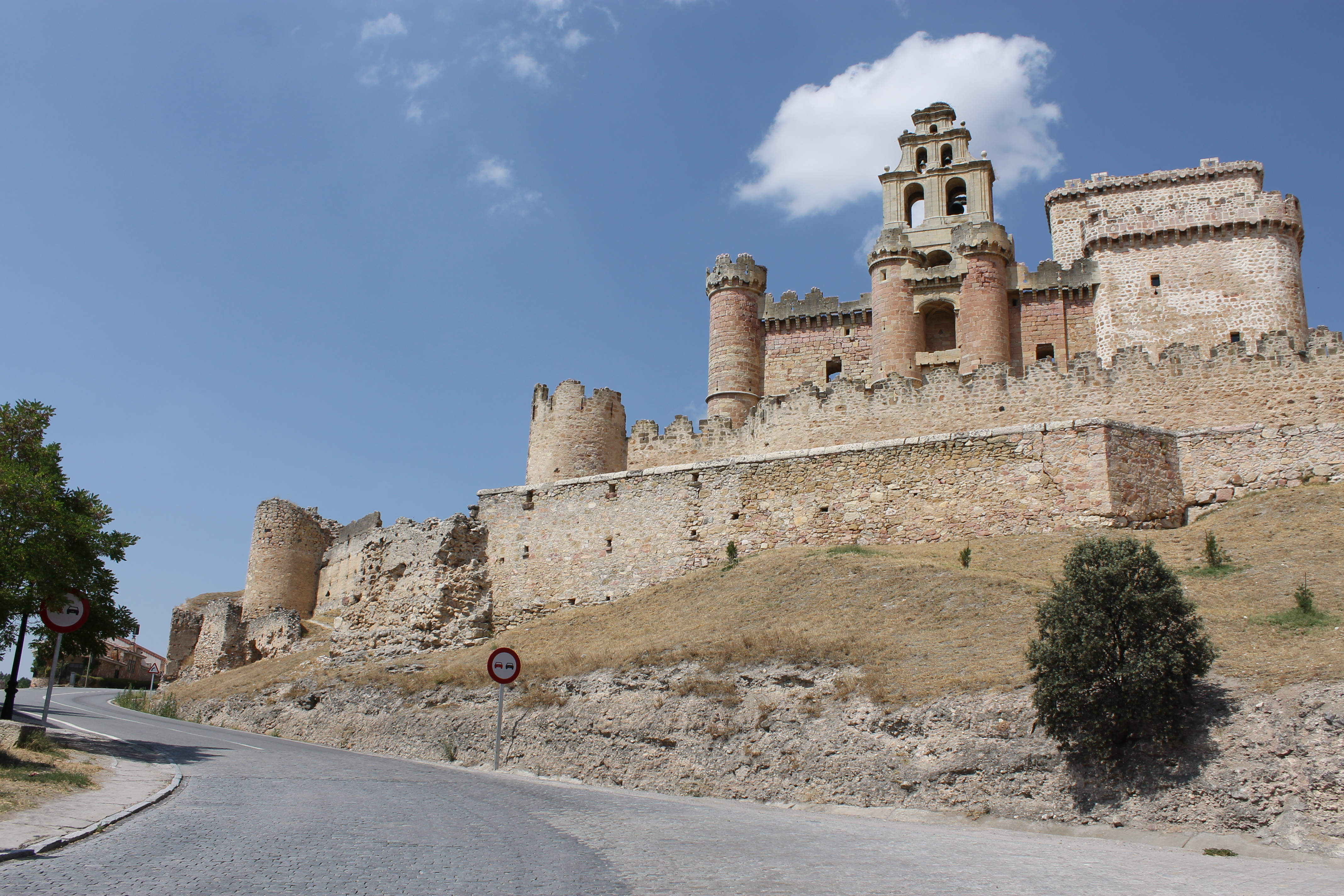
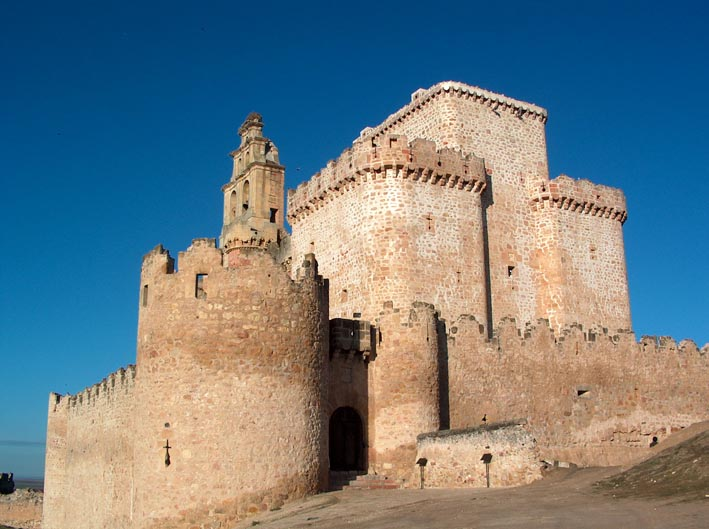